# Les Révélations de l'écriture d'après un contrôle scientifique
Les Révélations de l'écriture d'après un contrôle scientifique est un essai sur la  graphologie d'Alfred Binet paru en 1906. 

## Recherches antérieures sur la graphologie par Binet
Si l’on situe la naissance officielle de la graphologie en 1872, c’est parce qu’elle devient publique par la parution du premier ouvrage de Jean Hippolyte Michon. Celui-ci propagea ses conceptions à travers la France et même à l’étranger. Bien que présentée comme une science, les seuls arguments expérimentaux étaient les portraits graphologiques de personnages connus qui correspondaient complètement à ce qu’on connaissait d’eux. Pendant près de trente ans, aucune étude expérimentale ne confirma ni n’infirma les hypothèses graphologiques. La première contribution majeure visant à cerner les assises scientifiques de la graphologie est celle d’Alfred Binet. À cette époque, ce dernier tente de cerner le concept d’intelligence et de l’évaluer au moyen d’un test, ceci avec l’aide de Théodore Simon. Il opte d’emblée pour une stratégie ouverte, c’est-à-dire qu’il n’écarte pas a priori certains indicateurs. Il s’intéresse donc à la graphologie ainsi qu’à la céphalométrie ou encore la chiromancie. 
Il publie d’abord un article critique vis-à-vis de la graphologie au sein duquel il cite Crépieux-Jamin (1889) et constate que celui-ci ne manque pas d’arguments. Cependant, tous ces arguments font référence de manière plus ou moins explicite à un seul concept, celui d’analogie. Selon ce concept, le caractère et le geste graphique répondent à des lois superposables. « Il est inutile d’insister longtemps pour montrer combien ces analogies sont vagues et trompeuses. Il y en a même un bon nombre qui sont purement verbales ; elles rappellent un peu, disait M. Marion, ces associations d’idées dont parle Stuart Mill, qui font croire aux paysans que les liqueurs fortes rendent fort ».
Binet considère les graphologues comme des mystiques de la science pour trois raisons :
- leur désir de sonder le caractère répond à une attraction pour des choses curieuses et un peu mystérieuses ;
- une disposition innée à connaître les hommes de manière intuitive et pertinente mais qui ne répond à aucune règle rationnelle ;
- la naïveté, l’absence d’esprit critique, l’ignorance de la logique expérimentale.

Deux ans plus tard, il commence une série d’expériences testant la graphologie et implique la Société libre pour l’étude psychologique de l’enfant (dont il est le président). Lors d’une séance, il propose ainsi à ses collaborateurs de deviner le sexe du scripteur. Le nombre d’identifications correctes l’encourage à poursuivre. C’est en 1903 qu’une commission sur la graphologie est créée. Plusieurs graphologues participent aux expériences, notamment Crépieux-Jamin. 
Un an plus tard, Binet
publie un premier article faisant état de ses recherches. Il y constate que :
- le pourcentage d’erreurs des graphologues pour identifier le sexe du scripteur est de 10 %, ce qui laisse penser qu’il y a des caractères sexuels dans l’écriture ;
- l’estimation de l’âge par les graphologues et les non graphologues est meilleure que le hasard mais nécessite plus d’expériences ;
- l’estimation de l’intelligence par les graphologues présente des résultats prometteurs qui doivent être poursuivis.

## La graphologie: Les révélations de l'écriture d'après un contrôle scientifique (1906)
Les expériences de Binet se poursuivent donc et mènent à la publication d’un ouvrage. Celui-ci comporte quatre parties.

### Le sexe de l’écriture
Binet y confirme que les graphologues identifient le sexe du scripteur avec un succès relatif. Crépieux-Jamin détermine adéquatement le sexe du scripteur dans 78,9 % des cas (N = 180). Eloy (un autre graphologue), dans 75 % des cas (N = 103). Les non graphologues obtiennent des résultats inférieurs mais également significativement supérieurs au hasard (de 63 % à 73 % d’identifications correctes). Binet constate en outre que le taux d’erreurs augmente lorsque l’on demande aux scripteurs de falsifier leur écriture. Identifier les signes graphiques relatifs à chaque sexe s’avère plus ardu pour Crépieux-Jamin qui écrit ceci à Binet :
« Votre initiative m’a obligé à faire un effort et j’ai dû, pour vous donner satisfaction, instituer la méthode au fur et à mesure de mes essais. Dans bien des cas, un examen rapide de quelques secondes m’a déterminé. Cependant, lorsqu’il fallait expliquer le cas, donner mes raisons, j’ai été plus d’une fois arrêté pendant quelques minutes. D’autres fois, après avoir passé un quart d’heure sur une enveloppe et avoir fait le même exercice le lendemain, je n’aboutissais qu’à une probabilité. » (Crépieux-Jamin cité par Binet p. 6)
Le graphologue explique également qu’il fut aidé par certaines méthodes d’enseignement de l’écriture manuscrite. Tel est le cas pour l’écriture « du Sacré-Cœur » imposée dans les couvents de jeunes filles et peu ailleurs. Binet explique difficilement ses résultats : l’influence du sexe sur l’écriture est-elle liée à des causes psycho-physiologiques profondes ou à des causes fortuites plus superficielles (la mode, l’éducation) ?

### L’âge de l’écriture
Binet demande à des graphologues et à des non graphologues d’estimer l’âge des scripteurs. Il constate que tous parvenaient à estimer l’âge avec un taux de réussite supérieur à celui du hasard, ceci au niveau global. L’étude des cas particuliers l’amène toutefois à relativiser sa conclusion : « L’attribution d’un âge à une écriture considérée en particulier est exposée à des erreurs si fortes que dans l’état actuel des choses, elle ne doit pas être prise en considération. » (p. 43).

### L’intelligence dans l’écriture
Binet choisit une série de personnes à qui il attribue (arbitrairement) une cote d’intelligence et qui sont classées en deux catégories : intelligence remarquable ou intelligence moyenne. Il demande à des graphologues d’attribuer également à chaque écriture une cote d’intelligence. Pour Crépieux-Jamin, la note moyenne d’intelligence pour le groupe intelligence remarquable est de 43,2 et pour le groupe intelligence moyenne de 31,8. L’estimation du graphologue semble donc permettre de discriminer les deux groupes. Cependant, les estimations faites par les autres graphologues diffèrent tant de celles de Crépieux-Jamin que de Binet. Celui-ci conclut en ces termes :
« Oui, puis-je déclarer maintenant, il y a des signes de l’intelligence dans l’écriture ; ces signes ont une valeur fréquente, mais pas constante ; les ignorants de la graphologie les perçoivent, mais moins bien que les professionnels. » (p. 168).

### Le caractère dans l’écriture
Binet avoue une perplexité d’ordre méthodologique et opte pour le recours aux groupes contrastés. Il obtient l’écriture de grands criminels et de braves gens qu’il connaît. Il demande aux experts de brosser le portrait moral des scripteurs qu’il compare avec ce qu’il en sait. Certains portraits sont très ressemblants, d’autres pas du tout et d’autres encore qui sont très vagues. Ces différences rendent toute conclusion complexe. Il propose aux graphologues d’identifier le criminel de l’honnête homme lorsqu’on les propose par pairs. Crépieux-Jamin parvient à 73 % de réussite et les graphologues à 64 % de réussite. Binet conclut ainsi : « Admettons que la graphologie du caractère, et en particulier celle de la bonté, peut s’amender, se perfectionner, égaler la précision à laquelle a déjà atteint la graphologie de l’intelligence. Espérons-le ; mais confessons que pour le moment, ce n’est encore qu’une lueur incertaine. » (p. 249).
Après cette série d’expériences, Binet constate les nombreux risques d’erreurs susceptibles de biaiser les résultats dans le contrôle expérimental de la graphologie. Il propose certaines conclusions :
« Qu’il s’agisse du sexe, de l’âge, de l’intelligence ou même (ce dernier point avec plus de réserve) qu’il s’agisse du caractère, nous arrivons toujours à la même conclusion. Les solutions fournies sur les gens par les graphologues qui ne voient que leur écriture sont constamment supérieures aux données du hasard, et elles ne sont jamais infaillibles dans l’unanimité des cas. » (p. 252)
Selon lui, il y a une part de vérité mais la graphologie n’est pas infaillible. Il met ensuite en garde les graphologues contre les convictions dogmatiques et encourage le recours systématique de la méthode expérimentale. Le rôle de Binet dans les travaux expérimentaux sur la graphologie s’arrête là. Il n’inclut pas de tâche d’écriture manuscrite dans son test d’intelligence.

## Prolongements
L’étude de Binet conserve un intérêt historique certain. En effet, elle fut réalisée à l’aube de la psychologie expérimentale. Depuis, les méthodologies et les outils statistiques en sciences humaines ont évolué.
Après Binet, d’autres chercheurs se sont intéressés à la question de la validité de la graphologie. Hull et Montgomery  estiment que les affirmations graphologiques sont souvent très extravagantes.  Un article de Castelnuovo-Tedesco reste encore aujourd’hui le compte-rendu de recherche présentant des indices de validité les plus élevés.
Dès les années quarante, les études impliquant la graphologie se multiplient. Ces nombreuses expériences éparses et actuellement difficiles à trouver ont été reprises dans un article de Fluckiger, Tripp & Weinberg. Ces trois graphologues américains proposent une revue de la littérature scientifique concernant la validité de la graphologie entre 1933 et 1960. Au sein de cette littérature, ils constatent que les dispositifs expérimentaux sont nombreux et variés.
Selon Fluckiger et al., la diversité des recherches rend la formulation de conclusions cohérentes difficile. Ils constatent que les variables graphologiques les plus simples à objectiver sont également celles qui présentent la moindre validité et celles qui sont moins appréciées par les graphologues. En effet, ces derniers privilégient des variables complexes qui sont plus difficiles à mesurer. Ce recensement d’études rend malaisé le jugement que l’on peut faire quant à la validité de la graphologie. Certains résultats sont significatifs, d’autres pas. Les auteurs ne proposent pas de discuter la méthodologie de chaque étude et les placent au même niveau de crédibilité. Cette première revue de la littérature a une valeur indicative mais n’offre pas de réponse cohérente à la question de départ.
Dans le cadre d’une méta-analyse encore d’actualité, Dean a rassemblé les indices de fiabilité et de validité de la graphologie et constate qu’elle n’est pas exploitable dans l’évaluation de la personnalité. En effet, même si une (faible) validité existe, la plupart des outils psychologiques standardisés produisent des résultats bien meilleurs. « Si l’on résume par un seul coefficient les cents sept études, on obtient un coefficient de corrélation de .12. Ce chiffre est le résumé le plus concis des études où l’on s’est proposé d’évaluer la validité de la graphologie. De toute évidence, celle-ci est très faible. » (p. 224).